# Последние дни во Вьетнаме
«Последние дни во Вьетнаме» (англ. Last Days in Vietnam) — американский документальный фильм 2014 года. Сценаристом, а также продюсером и режиссёром является Рори Кеннеди. Мировая премьера фильма состоялась 17 января 2014 года на кинофестивале «Сандэнс»-2014.
После его премьеры на кинофестивале «Сандэнс» компания American Experience Films приобрела права на распространение фильма совместно с PBS Distribution для выпусков на DVD. Фильм был показан в кинотеатрах в Нью-Йорке 5 сентября 2014 года, а затем получил распространение в США в сентябре и начале октября. 
Фильм был номинирован на премию Оскар за лучший документальный фильм на 87-й церемонии вручения премии «Оскар». Он также получил номинацию за лучший документальный сценарий от Гильдии писателей Америки.. 
Премьера фильма состоялась 28 апреля 2015 года на канале PBS.

## Сюжет
В течение последних беспорядочных недель войны во Вьетнаме, армия Северного Вьетнама приближается к Сайгону, когда паникующий южновьетнамский народ отчаянно пытается бежать. На местах американские солдаты и дипломаты сталкиваются с одним и тем же моральным выбором: подчиняться ли приказам Белого дома эвакуировать только граждан США или рисковать наказанием и спасать жизни как можно большего числа граждан Южного Вьетнама. События, рассказанные в фильме, в основном связаны с эвакуацией граждан США из Сайгона, известной под кодовым названием операция «Порывистый ветер».
Среди многих других опрошенных были Генри Киссинджер, Ричард Армитидж, Фрэнк Снепп, Стюарт Херрингтон и Терри Макнамара.

## Отзывы
«Последние дни во Вьетнаме» получили положительные отзывы критиков. Рейтинг одобрения фильма составляет 95 % на сайте агрегатора обзоров Rotten Tomatoes, основанный на 62 обзорах, и средний рейтинг 8,40/10. Критический отзыв веб-сайта гласит: «Последние дни во Вьетнаме», как захватывающие, так и вдохновляющие, предлагают удивительно свежий - и душераздирающий - взгляд на окончание войны во Вьетнаме». Он также получил 86 баллов из 100 на Metacritic, основанный на 33 критиках, что указывает на «всеобщее признание».
Роб Нельсон из Variety в своей рецензии сказал: «Документальный фильм Рори Кеннеди сочетает в себе удивительные кадры из Сайгона в апреле 1975 года с современными воспоминаниями некоторых, кто там был». Джастин Лоу в своем обзоре для The Hollywood Reporter похвалил фильм, сказав: «Практически невыразимая глава американской истории все ещё вызывает резкий отклик почти четыре десятилетия спустя». Мэри Соллози из IndieWire оценила фильм на B+ и сказала: «Хотя документальный фильм едва ли открывает новые творческие возможности, его мощное содержание говорит само за себя, раскрывая душераздирающий эпизод войны во Вьетнаме - уже тревожную главу американской истории». Дэн Шиндель в своем обзоре для Non-fics сказал: «Последние дни во Вьетнаме» были невероятно приятным сюрпризом. Это яркий пример о том, как документальные фильмы могут осветить пробелы в нашей общей памяти и как научная литература часто может превзойти лучшие острые ощущения, которые может предложить Голливуд».